# Dobermann
Pour les articles homonymes, voir Dobermann (homonymie).
Le Dobermann ou Dobermann Pinscher est une race de chien (Canis lupus familiaris) créée vers 1870, tirant son nom du créateur de la race, Karl Friedrich Louis Dobermann. À l'origine, il était principalement utilisé comme chien de garde et chien policier pour sa capacité offensive, son allure fière et décidée, ainsi que son fort caractère. Cela l'a fait considérer à tort comme un chien féroce doté d'une agressivité incontrôlable. après guerre entre 1950 et 1970 il se popularise en chien de compagnie pour sa loyauté envers son maître et sa famille qu'il voudra protéger contre tout danger.

## Origines

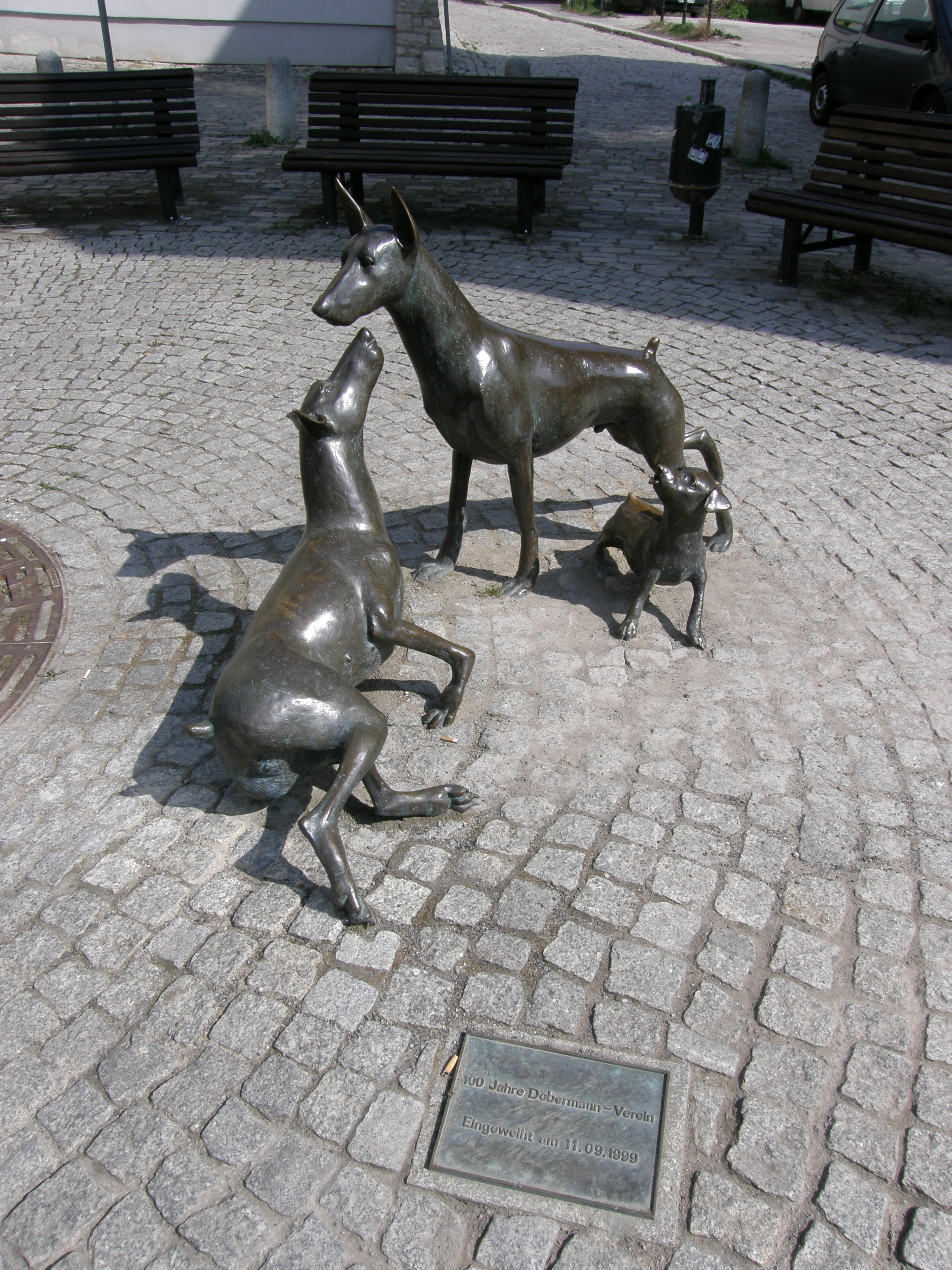
Dobermanns d'Apolda.

Ses origines précises ne sont pas claires, la théorie de Walther Busack est actuellement retenue par la Fédération cynologique internationale. La race aurait été créée vers 1870 par Karl Friedrich Louis Dobermann, percepteur d'impôts qui était appelé à se déplacer avec de fortes sommes d'argent et désirait avoir un chien de défense plus courageux et plus combatif que les autres chiens de l'époque grâce notamment à sa rapidité et son exceptionnelle agilité. Alors chargé de la gestion de la fourrière d'Apolda, il réalise des croisements pour obtenir les premiers spécimens.
On s'accorde généralement sur le fait que le dobermann serait le résultat de croisements entre Pinscher allemand, Rottweiler, Berger de Thuringe (Berger Allemand), Dogue allemand, Lévrier, Braque allemand à poil court et Manchester terrier. De fait, les premiers spécimens, sélectionnés essentiellement pour la protection et présentés par Karl Friedrich Louis Dobermann, étaient de constitution massive, dotés d'une tête épaisse et grossière. À la mort de Karl Friedrich Louis Dobermann en 1893, Otto Göller, éleveur très réputé, reprend son cheptel de « bouviers-pinschers » et tente le premier d'affiner la race, suivi dans ce travail par Goswin Tischler et Gustav Krumbholz.
En 1899, Otto Göller fonde avec Oscar Vorwerk et Goswin Tischler le Nationaler Dobermann-pinscher Klub, premier club spécialisé qui se consacre à améliorer la race. La même année, Graf Belling von Grönland est le tout premier dobermann inscrit au livre d'élevage allemand. 
Cela donne le premier standard du dobermann, reconnu par le Cercle allemand du chenil en 1900. 
Le premier dobermann importé aux États-Unis l'est en 1898, tandis que Dobermann Intellectus est le premier chien inscrit au registre de l'American Kennel Club. Le Dobermann Pinscher Club of America est fondé en février 1921. 
En 1912 le premier dobermann est enregistré au Canada.
La race pénètre en Alsace à la fin du XIXe siècle où est fondé, en 1913, le premier Club Dobermann ; elle arrive ensuite en France où naît, en 1923, le Dobermann Club de France.

## Aspect physique

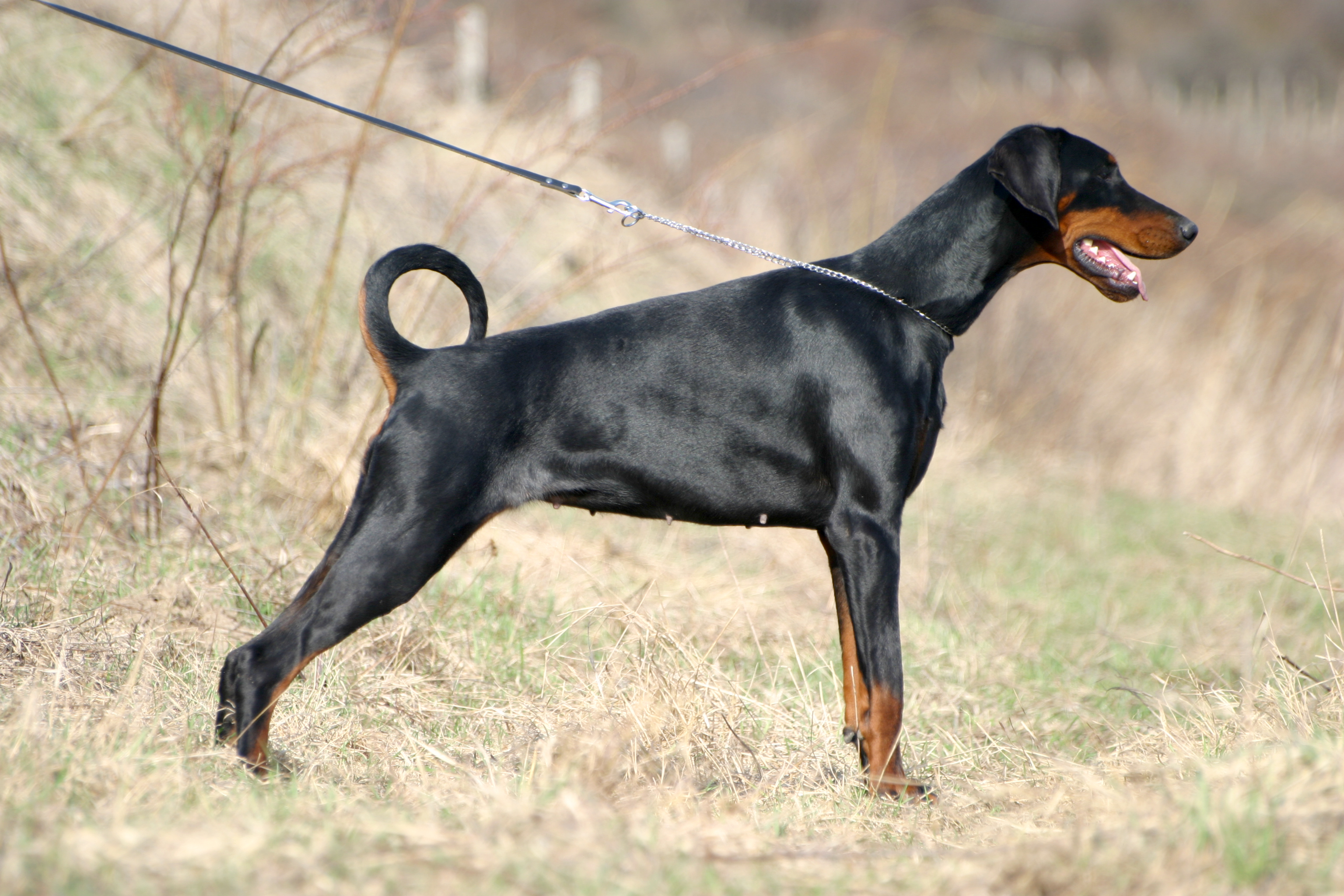
Dobermann noir et feu.

Le Dobermann a des poils courts, rudes, serrés, lisses et bien couchés, mais ne possède pas de sous-poils. Il peut être noir ou marron marqué d'une teinte feu sur le bas des membres, sur le poitrail et à l'intérieur des oreilles. Il a un corps fort et élégant pouvant s'inscrire dans un carré. L'encolure est puissante et galbée. Sa posture est gracieuse. Les oreilles sont tombantes et ses yeux sont en amande. Son crâne est fort et sa mâchoire est large. La queue et les oreilles sont coupées dans de nombreux pays, mais cette pratique est dorénavant interdite dans les pays membres du Conseil de l'Europe par la Convention européenne pour la protection des animaux de compagnie.
C’est un chien qui ne supporte pas le froid car il ne possède pas de sous-poils.
Le dimorphisme sexuel est important, la femelle pesant entre 32 et 35 kg, le mâle pouvant peser jusqu’à 40 kg.

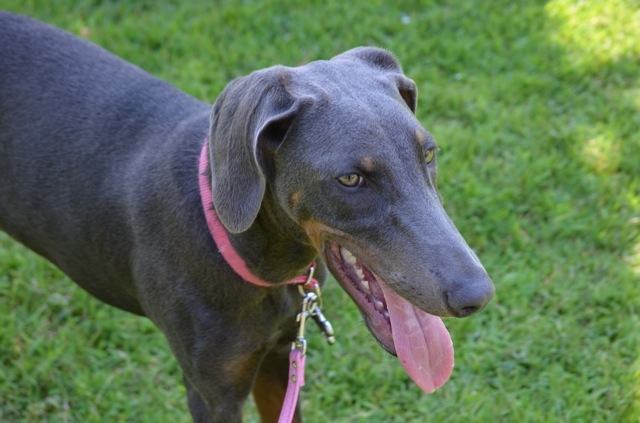
Dobermann bleu et feu.

Il existe 4 couleurs reconnues chez le Dobermann : le noir et feu, le marron et feu (les seules couleurs reconnues en France par la SCC) et les seules couleurs naturelles du dobermann : le bleu et feu (dilution du noir) l'isabelle et feu (dilution du brun, appelé aussi faon).
Les couleurs non reconnues en France le sont dans d'autres pays.

## Caractère

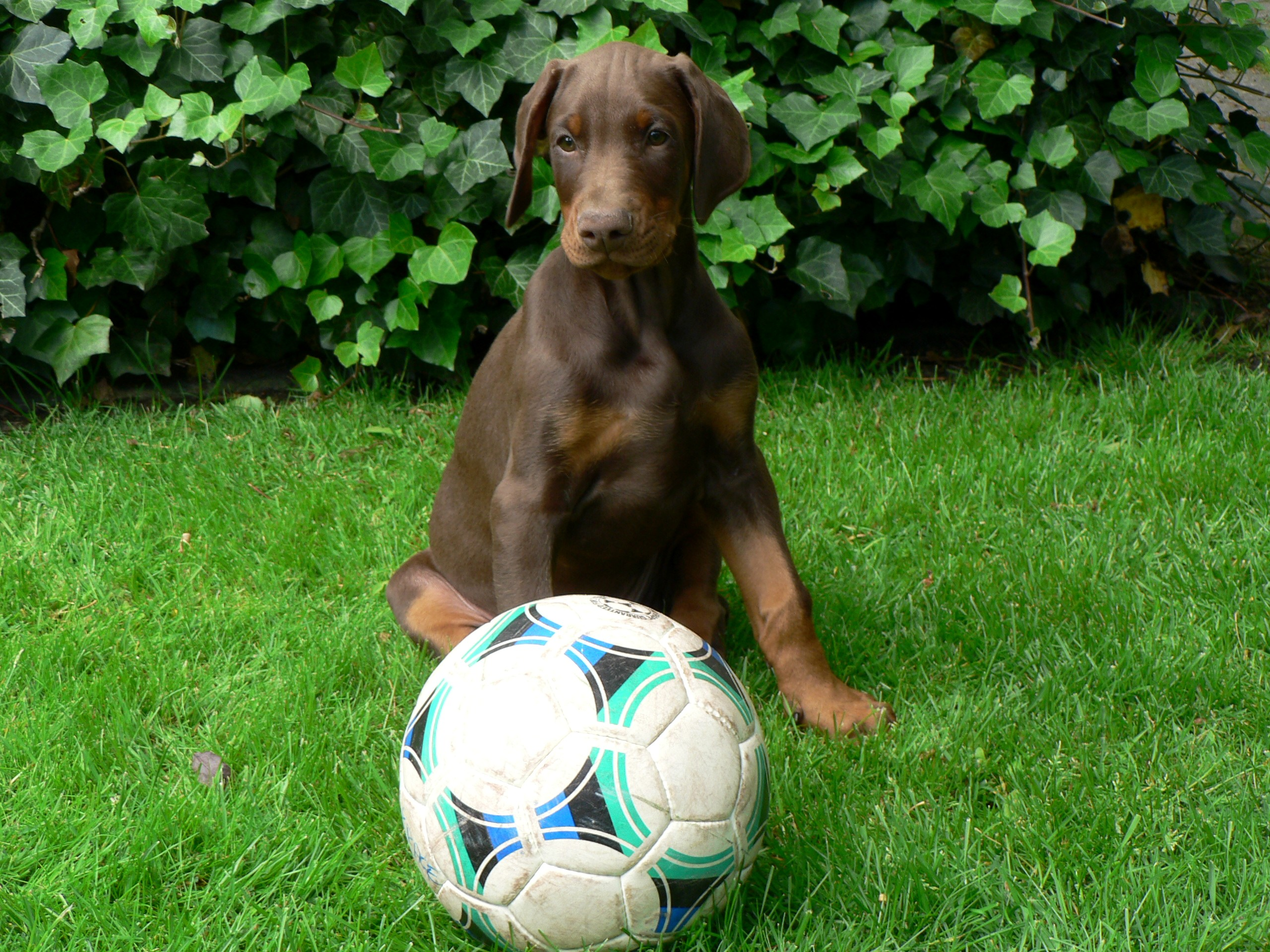
Chiot dobermann.

Le dobermann est un chien sensible, fier, intelligent, bon gardien, fidèle, courageux et vigoureux,. Plusieurs facteurs tels que la socialisation et l'éducation données au chiot par l'éleveur et son maître influent sur le comportement du chien adulte. Dans tous les cas, le dobermann, rapide et vif, nécessite un maître responsable pouvant anticiper les réactions de son chien et l'éduquer sans laxisme mais sans y chercher de rapport de force, auquel cas le Dobermann peut mal y réagir.
Il possède la réputation d'être le « Pur-Sang » des chiens. Le club de race évoque « l'élite des chiens pour l'élite des maîtres », en raison du caractère fort du Dobermann.
C'est un chien ayant besoin de vivre près de son maître à l'abri des températures extrêmes. Le dobermann est en effet particulièrement attaché à son milieu et à sa famille. D'instinct, il protège sa propriété et les siens. C'est un compagnon fidèle et dévoué à tous s'il se sent apprécié et en confiance. À l'aise dans sa famille, ses rapports avec les enfants sont excellents.
Athlète très endurant, les randonnées sportives, les promenades à bicyclette, le footing ne lui font pas peur.

## Utilisation

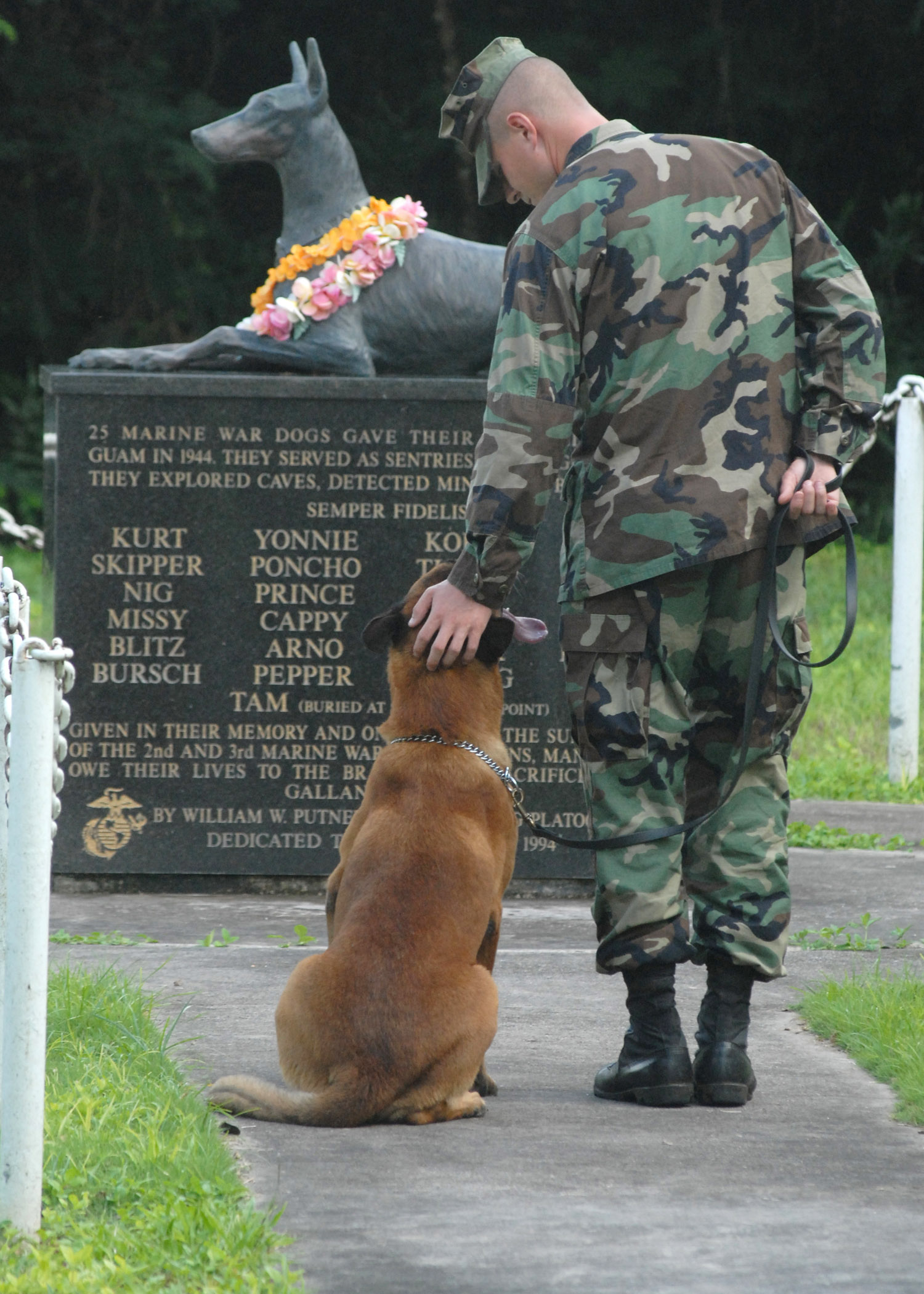
National War Dog Cemetry, un monument dédié aux dobermanns tués durant la bataille du Pacifique. Base navale de l'île de Guam.

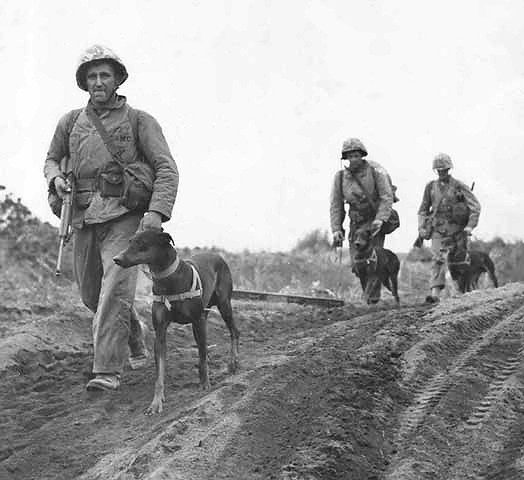
Dobermanns utilisés comme chiens de guerre dans l'armée des États-Unis, Iwo Jima 1945.

Le dobermann est un chien de travail utilisé depuis sa création en qualité de chien de protection. Employés durant la Première Guerre mondiale par les forces allemandes, étant une des seules races à ne pas craindre le feu des lance-flammes, les dobermanns payèrent un fort tribut, la plupart ayant été tués. En 1935, le dobermann devint le chien officiel de combat du corps des marines américains et fut surnommé devildog (en)[réf. souhaitée]. Le dobermann fut utilisé pendant les deux guerres mondiales et durant la guerre du Vietnam par l'USMC. Il le fut également au cours de la seconde Guerre mondiale par les troupes SS. On apprenait aux chiens à ramper, à supporter les détonations et à ne pas aboyer. Certains chiens restaient muets même une fois blessés. Au Vietnam, ils étaient aussi utilisés comme chiens de sang ou de trace. En 1994, un mémorial en l'honneur des dobermanns tués dans le Pacifique a été érigé sur la base navale américaine de l'île de Guam.
On le retrouve également sur les terrains de travail, sur les parcours de pistage, pratiquant l'agilité et l'obéissance, mais aussi dans des activités de chien de recherche dans les décombres ou de chien truffier. Très attaché à ses maîtres, il excelle dans le rôle de chien de garde.

## Prédispositions raciales
Cette race est génétiquement prédisposée pour développer des hypothyroïdies.
Le doberman est prédisposé aux cardiomyopathies dilatées (CMD).
La prévalence d’une CMD de doberman est importante tous âges confondus (58,2 %) et augmente avec l’âge (3,3 % de 1 à 2 ans ; 9,9 % de 2 à 4 ans ; 12,6 % de 4 à 6 ans ; 43,6 % de 6 à 8 ans ; 44,1 % de chiens de plus de 8 ans)
problème majeur {{https://www.chvcordeliers.com/espace-veterinaires/publications-veterinaires/cardiologie/les-cardiomyopathies-dilates-du-chien-criteres-dia}}
ils sont aussi à risque d'être touchés génétiquement par la maladie de Von Willebrand Maladie de Willebrand : un problème de santé courant chez les Dobermann